# Не кричи: «Волки!»
«Не кричи́: „Во́лки!“» (англ. Never Cry Wolf)  — книга канадского писателя Фарли Моуэта, посвящённая наблюдениям за волками в Канаде. Опубликована в 1963 году, на русском языке издана в 1968 году.

## Сюжет
Молодой биолог после окончания вуза поступает на работу в Службу изучения животного мира министерства по делам Севера и ресурсам Канады. Ему поручается исследование взаимоотношений «волк — олень» в северной малоизученной местности страны. Министерство предполагает, что волки являются причиной резкого сокращения численности оленей-карибу в тундре.
Исследователя в одиночку забрасывают на самолете в изучаемый район, для которого даже не существует карты. Связи с внешним миром практически никакой (у маломощной радиостанции вскоре сели батареи). В целом снаряжение экспедиции (выданное по нормам министерства) продумано плохо. Вскоре биолог встречается с местным жителей Майком, затем — с эскимосом Утеком, которые оказывают ему необходимую помощь, а позже автор узнает от них немало интересного о волках.
Наблюдая волков, автор приходит к совершенно неожиданным выводам: волки оказываются неагрессивными по отношению к людям и редко нападают на оленей, питаясь в значительной степени грызунами и другими мелкими животными. Сокращение же численности карибу вызвано прежде всего неумеренной охотой.

## Критика
Канадский биолог, научный руководитель Фарли Моуэта Александр Уильям Банфилд (Alexander William Francis Banfield) подверг критике книгу «Не кричи: волки!». Он утверждает, что книга основана не столько на личном опыте Моуэта, сколько на работах других исследователей и представляет собой «вымысел, основанный на фактах». Моуэт работал не один, а в составе группы из трех биологов, и большая часть наблюдений, приведенных в книге, сделана не им. При этом некоторые утверждения (например, что волки питаются в основном грызунами) не соответствуют действительности.
Советский и российский зоолог, биолог-охотовед М. П. Павлов обращает внимание на то, что не все выводы, сделанные при наблюдениях волков в условиях севера Канады, можно переносить на другие регионы. Опасность волков для человека зависит от плотности популяции этих хищников на конкретной территории и от обеспеченности их естественной добычей. Кроме того, население тех мест, где работал Моуэт, не занималось животноводством и не было вынуждено защищать домашний скот от волков. Применительно же к некоторым бывшим регионам СССР и к ряду других стран (например, Индии) Павлов приводит множество фактов нападения волков на человека.

## Экранизация
В 1983 г. книга Фарли Моуэта была экранизирована. В русском прокате фильм вышел под названием «Не зови волков».